# St. Gallus (Langerringen)

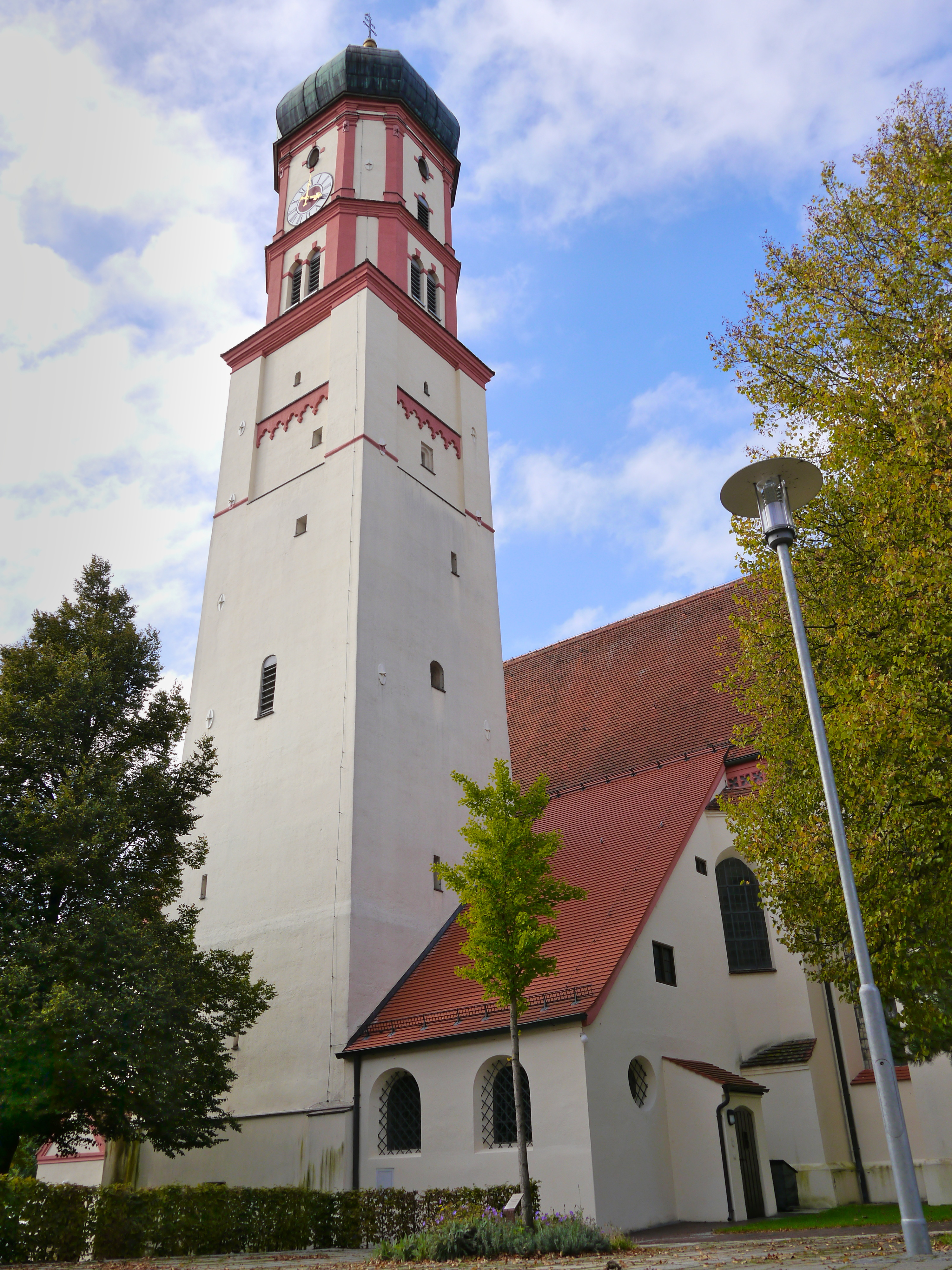
St. Gallus in Langerringen

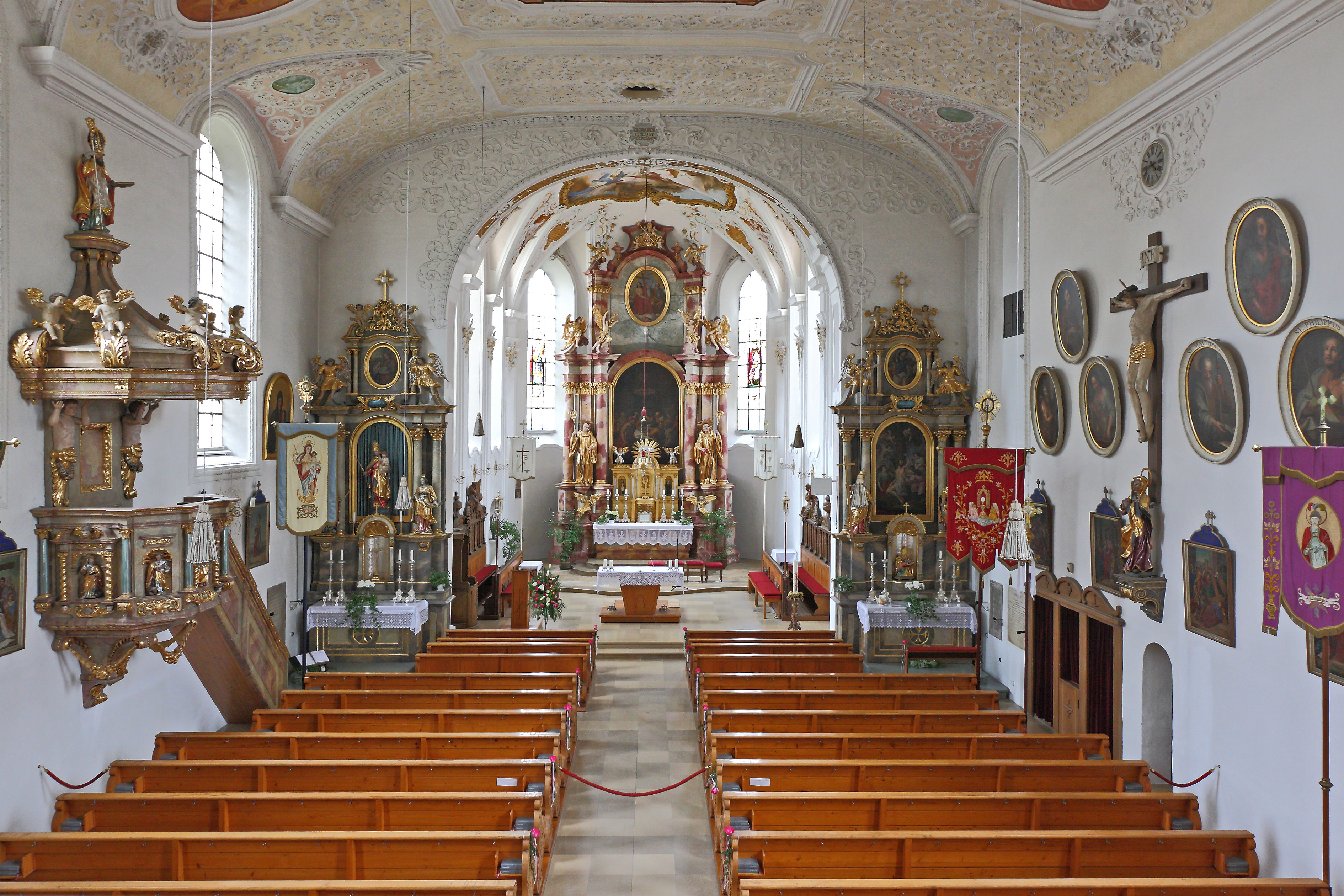
Innenraum

Die römisch-katholische Pfarrkirche St. Gallus steht in Langerringen, einem Markt im schwäbischen Landkreis Augsburg in Bayern. Das Bauwerk ist in der Liste der Baudenkmäler in Langerringen als Baudenkmal unter der Nr. D-7-72-177-9 eingetragen. Die Pfarrei gehört zum Dekanat Schwabmünchen im Bistum Augsburg.

## Beschreibung
Die im Kern spätromanische Saalkirche wurde im 14. Jahrhundert erweitert und 1440 erneuert. Sie besteht aus einem 1712 umgestalteten Langhaus, einem im Osten angebauten eingezogenen, von Strebepfeilern gestützten Chor mit Fünfachtelschluss, der 1768 umgestaltet wurde, und einem Kirchturm an der Südwand des Langhauses, dessen quadratische Geschosse 1747 mit einem achteckigen Geschoss aufgestockt wurden. Die Zwiebelhaube wurde nach einem Brand 1819 erneuert. 
Der um 1712 angebrachte Stuck im Innenraum des Langhauses wird Michael Stiller zugeschrieben. Auf den in dieser Zeit entstandenen Fresken ist u. a. die Fußwaschung dargestellt. Der 1725 gebaute und 1769 von Placidus Verhelst erneuerte Hochaltar aus Stuckmarmor wird Franz Schmuzer zugeschrieben und stand zuvor in der Benediktuskapelle der nicht erhaltenen Klosterkirche von Wessobrunn. Auf der Mensa sitzen zwei Engel mit den Theologischen Tugenden, die um 1700 Lorenz Luidl gestaltet hat. Die Bilder der Apostel hat 1761 Johann Baptist Baader gemalt und stammen aus der Pfarrkirche von Asch. Die Orgel mit 24 Registern, zwei Manualen und einem Pedal wurde 2004 von Joseph Maier gebaut.